# Episodi di Suburgatory (seconda stagione)
La seconda stagione della serie televisiva Suburgatory è stata trasmessa in prima visione negli Stati Uniti d'America da ABC dal 17 ottobre 2012 al 17 aprile 2013.
In Italia è stata trasmessa in prima visione sul canale pay Joi, della piattaforma Mediaset Premium, dal 29 marzo al 23 agosto 2013.
| nº | Titolo originale           | Titolo italiano        | Prima TV USA     | Prima TV Italia |
| -- | -------------------------- | ---------------------- | ---------------- | --------------- |
| 1  | Homecoming                 | Ritorno a casa         | 17 ottobre 2012  | 29 marzo 2013   |
| 2  | The Witch of East Chatswin | La festa di Halloween  | 24 ottobre 2012  | 5 aprile 2013   |
| 3  | Ryan's Song                | La canzone di Ryan     | 31 ottobre 2012  | 12 aprile 2013  |
| 4  | Foam Finger                | Il numero uno          | 7 novembre 2012  | 19 aprile 2013  |
| 5  | The Wishbone               | Il primo incontro      | 14 novembre 2012 | 26 aprile 2013  |
| 6  | Friendship Fish            | Il pesce dell'amicizia | 28 novembre 2012 | 3 maggio 2013   |
| 7  | Krampus                    | Natale in famiglia     | 5 dicembre 2012  | 10 maggio 2013  |
| 8  | Black Thai                 | A cena col nemico      | 9 gennaio 2013   | 17 maggio 2013  |
| 9  | Junior Secretary's Day     | Presenze aliene        | 16 gennaio 2013  | 24 maggio 2013  |
| 10 | Chinese Chicken            | La band dei papà       | 23 gennaio 2013  | 31 maggio 2013  |
| 11 | Yakult Leader              | Guarire Yakult         | 30 gennaio 2013  | 7 giugno 2013   |
| 12 | Body Talk                  | Talk show              | 6 febbraio 2013  | 14 giugno 2013  |
| 13 | Blowtox and Burlap         | Cuori e labbra gonfie  | 13 febbraio 2013 | 21 giugno 2013  |
| 14 | T-Ball & Sympathy          | Guerra in campo        | 20 febbraio 2013 | 28 giugno 2013  |
| 15 | Leaving Chatswin           | Addio Marty            | 27 febbraio 2013 | 5 luglio 2013   |
| 16 | How to Be a Baby           | Come essere un bambino | 6 marzo 2013     | 12 luglio 2013  |
| 17 | Eat, Pray, Eat             | Amare se stessi        | 20 marzo 2013    | 19 luglio 2013  |
| 18 | Brown Trembler             | È ora di crescere      | 27 marzo 2013    | 26 luglio 2013  |
| 19 | Decemberfold               | Il calendario          | 3 aprile 2013    | 2 agosto 2013   |
| 20 | Go, Gamblers!              | Giocare d'azzardo      | 10 aprile 2013   | 9 agosto 2013   |
| 21 | Apocalypse Meow            | Vendetta               | 17 aprile 2013   | 16 agosto 2013  |
| 22 | Stray Dogs                 | Senza dimora           | 17 aprile 2013   | 23 agosto 2013  |